# Heinz Rüterjans
Heinrich Rüterjans (* 29. Februar 1936 in Münster; † 16. März 2020) war ein deutscher Forscher und Experte für den Einsatz der Kernspinresonanzspektroskopie in der Grundlagenforschung. Er war von 1978 bis 2003 Professor für Physikalische Chemie an der Johann Wolfgang Goethe-Universität Frankfurt am Main und gilt als ein Pionier auf dem Gebiet der Strukturbiologie von Biomakromolekülen.

## Leben
Rüterjans hat Chemie studiert und promovierte 1965 an der Universität Münster. Anschließend war er als Postdoc bei Harold A. Scheraga an der Cornell University damit betraut worden, mit Hilfe der Kernspinresonanz-Methode (NMR) das aktive Zentrum der Ribonukleasen zu studieren, deren Struktur noch nicht aufgeklärt war. Der Einsatz der Kernspinresonanzspektroskopie an biologischen Makromolekülen war damals etwas völlig Neues, und es stellte sich heraus, dass das bei Scheraga verwendete 60-Megahertz-Gerät ein zu schwaches Magnetfeld erzeugte, um aussagekräftige Darstellungen der NMR-Linien zu erhalten. 
Nach seiner Rückkehr nach Deutschland 1966 arbeitete Rüterjans zunächst als Assistent an der Universität Münster. Ab 1969 war er Abteilungsdirektor am Institut für Aerobiologie der Fraunhofer-Gesellschaft. 1972 habilitierte er sich und wurde noch im gleichen Jahr auf eine Professur für biophysikalische Chemie an der Universität Münster berufen, wo es ihm Anfang der 1970er-Jahre gelang, das erste NMR-Spektrometer in Deutschland finanziert zu bekommen, „das einen supraleitenden Magneten enthielt, der eine Auflösung von 270 Megahertz ermöglichte. Es war gleichzeitig das erste Gerät mit automatisch integrierter Fourier-Transformation, einer mathematischen Operation, die eine zeitabhängige in eine frequenzabhängige Funktion verwandelt, was die Resonanzen aus extrem kurz gesetzten Radioimpulsen in ein lesbares Spektrum übersetzt und so die NMR-Sensitivität erheblich erhöht.“
1978 nahm Rüterjans einen Ruf nach Frankfurt am Main an, wo eigens für ihn eine Professur für Physikalische Chemie eingerichtet wurde – sein 270-Megahertz-Gerät zog mit ihm um nach Frankfurt. Die Deutsche Forschungsgemeinschaft finanzierte seinem Institut in den folgenden Jahren noch leistungsfähigere 600- und 700-Megahertz-Geräte. In einem Rückblick auf seine Amtszeit in Frankfurt hieß es, die NMR-Spektroskopie an biomakromolekularen Systemen „stehe und falle mit der Verfügbarkeit von Molekülen, in denen Stickstoff und Kohlenstoff mit den nicht-radioaktiven, aber NMR-aktiven Isotopen 15N und 13C angereichert seien.“ Heinz Rüterjans habe „1978 mit einer bahnbrechenden Arbeit erstmals zur Isotopenmarkierung an Nukleotiden publiziert.“

## Ehrungen
- Für seine Verdienste um die Aufklärung des Aufbaus von Biomakromolekülen und für die Entwicklung neuartiger pharmazeutischer Wirkstoffe wurde Rüterjans vom Wissenschaftlichen Komitee des Instituts für Pathologie und Pathophysiologie der Russischen Akademie der Medizinischen Wissenschaften in Moskau die A.-D.-Speransky-Goldmedaille verliehen, als erstem ausländischen Wissenschaftler.[6]
- 1997 wurde ihm der Gay-Lussac-Humboldt-Preis zuerkannt.

## Belege
1. ↑  Traueranzeigen von Heinrich Rüterjans | trauer-rheinmain.de. Abgerufen am 5. Mai 2022 (deutsch).
2. 1 2 3  Rüterjans, Heinz. In: Kürschners Deutscher Gelehrten-Kalender Online. degruyter.com, abgerufen am 29. Juni 2020 (Begründet von Joseph Kürschner, ständig aktualisierte zugangsbeschränkte Onlineausgabe).
3. ↑  Traueranzeige: Heinz Rüterjans. (Memento vom 25. Juni 2020 im Internet Archive)
4. ↑  Pionier der Kernmagnetischen Resonanz-Spektroskopie geht. Auf: idw-online.de vom 7. Mai 2003.
5. ↑  Startrampe für Nanokosmologen: Heinz Rüterjans etablierte in Frankfurt die biomolekulare Magnetresonanz. (PDF; 314 kB) In: Forschung Frankfurt. Nr. 2, 2014, S. 65–68.
6. 1 2  Emeritiert: Heinz Rüterjans. (PDF; 767 kB) In: UniReport vom 28. Mai 2003, S. 17.

| Personendaten    | Personendaten             |
| ---------------- | ------------------------- |
| NAME             | Rüterjans, Heinz          |
| ALTERNATIVNAMEN  | Rüterjans, Heinrich       |
| KURZBESCHREIBUNG | deutscher Physikochemiker |
| GEBURTSDATUM     | 29. Februar 1936          |
| GEBURTSORT       | Münster                   |
| STERBEDATUM      | 16. März 2020             |